# Тяньгоу
Тяньгоу (кит. 天狗 — «небесная собака») — легендарное существо древнекитайской мифологии. Описывается двойственно.

## Облик

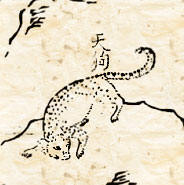
Тяньгоу (рисунок тушью из древнего трактата «Шань хай цзин»)

В качестве благого духа имеет облик белоголовой лисицы, несёт мир и спокойствие, оберегает от всяческих бед и от лихих разбойников. Упоминается также астрологами как созвездие-хранитель благосостояния. Это созвездие состоит из семи звёзд, и в Древнем Китае называлось «Пёс» (в созвездии Корабль).
В качестве злого духа имеет облик чёрной собаки, обитающей на Луне и пожирающей солнце во время затмения. В мифах о Тяньгоу поясняется, что для того, чтобы отразить нападение Тяньгоу на солнце, следует бить и гнать собак. Тогда, якобы, Тяньгоу выплюнет луну обратно и скроется. Появлением Тяньгоу также считались падающие болиды, которые при полёте издавали треск и внешним видом напоминали собаку; наблюдение такой «падающей звезды» по мнению суеверных людей предвещало близкую войну.

## Вражда с Чжан-сянем
Чжан-сянь (кит. 張仙), дух-покровитель маленьких мальчиков, является врагом Тяньгоу, защищая младенцев от его козней с помощью своего лука и стрел. Он часто изображается смотрящим на небо, в ожидании появления зверя.

## Производные Тяньгоу
В японском фольклоре Тяньгоу, под влиянием местных традиций, трансформировался в представление о духе тэнгу, который со временем приобрёл птичьи и антропоморфные черты.